# Limnonectes modestus
Limnonectes modestus é uma espécie de anfíbio da família Ranidae.
É endémica da Indonésia.
Os seus habitats naturais são: florestas subtropicais ou tropicais húmidas de baixa altitude, florestas de mangal tropicais ou subtropicais, regiões subtropicais ou tropicais húmidas de alta altitude, rios, marismas intertidais, jardins rurais, áreas urbanas e florestas secundárias altamente degradadas.